# Rime syllabique en mandarin
Dans l'étude de la phonologie en linguistique, une syllabe est constituée d'une attaque suivie d'une rime elle-même composée d'un noyau et d'une coda optionnelle. Dans l'étude des langues chinoises, les rimes sont plus connues sous le nom de finales, ou yunmu en chinois (PY: yùnmǔ, CT: 韻母, CS: 韵母).

## Structure d'une syllabe
La segmentation d'une syllabe peut débuter par une attaque optionnelle, suivie par une rime obligatoire.
- syllabe: C1(C2)V1(V2)(C3)(C4) = attaque: C1(C2) + rime: V1(V2)(C3)(C4)
- syllabe: V1(V2)(C3)(C4) = syllabe: Ø (vide) + rime: V1(V2)(C3)(C4)
- (C = consonne, V = voyelle, composants optionnels entre parenthèses)

La rime est habituellement la partie comprise entre la première voyelle et la fin d'une syllabe.  Par exemple, /æt/ est la rime de tous les mots at, sat, et flat. Cependant, le noyau n'est pas obligatoirement une voyelle dans certaines langues. Par exemple, la rime des secondes syllabes des mots bottle et fiddle est simplement /l/, une consonne liquide.

## Étude à partir du chinois mandarin
Les rimes ont joué un rôle particulièrement important dans la recherche sur la phonétique historique chinoise et sur l'origine des caractères chinois, grâce aux tables de rimes. Le concept de yùn (CT : 韻, CS : 韵), signifiant rime est important dans les études phonologiques depuis la dynastie Jin (265-420).
La traduction de la terminologie chinoise s'avère assez déroutante. La philologie traditionnelle chinoise tend à décomposer une syllabe en quatre parties:
1. Shēngmǔ (CT : 聲母, CS : 声母): l'attaque, constituée par la consonne initiale. Il n'y a aucun groupe de consonnes en mandarin.
2. Yùntóu (CT : 韻頭, CS : 韵头) ou Jièyīn (介音): la médiane, constituée par la semi-voyelle précédant la voyelle centrale. Ce peut être i, u ou ü en mandarin.
3. Yùnfù (CT : 韻腹, CS : 韵腹): le noyau, constitué par la partie centrale d'une syllabe où le volume est le plus élevé. On peut remarquer que cela diffère de la définition normale du noyau syllabique, qui contient habituellement la médiane. En outre, de nombreux phonologistes chinois regrouperont la semi-voyelle finale, i et u (o) en mandarin, avec la coda plutôt qu'avec le noyau.
4. Yùnwěi (CT : 韻尾, CS : 韵尾): la coda, constituée par la partie suivant la voyelle centrale. Pour les phonologistes qui incorporent la semi-voyelle à la coda, ce peut être i, u (o), n, ou ng en mandarin. La consonne rhotique er est habituellement examinée séparément. On peut remarquer que cela diffère de la définition normale de la coda syllabique, qui ne contient habituellement aucune semi-voyelle. D'autres phonologistes resteront en accord avec cette définition en regroupant les semi-voyelles avec le noyau plutôt qu'avec la coda, laissant n et ng comme seules codas possibles en mandarin.

Certains phonologistes chinois regroupent même yùnfù et yùnwěi dans yùnshēn (CT : 韻身, CS : 韵身) et l'appellent « rime ». Ainsi la médiane peut être séparée de la rime tout en restant dans la finale.
Les exemples suivants de syllabes du mandarin illustrent les différences entre la phonologie occidentale conventionnelle et les deux interprétations de la phonologie chinoise :
| Syllabe | Syllabe |         | Phonologie occidentale | Phonologie occidentale | Phonologie occidentale |                  | Phonologie chinoise 1 | Phonologie chinoise 1 | Phonologie chinoise 1      | Phonologie chinoise 1 |                     | Phonologie chinoise 2 | Phonologie chinoise 2 | Phonologie chinoise 2 | Phonologie chinoise 2 |
| Syllabe | Syllabe | Attaque | Rime                   | Rime                   | Shēngmǔ (Initiale)     | Yùnmǔ (Finale)   | Yùnmǔ (Finale)        | Yùnmǔ (Finale)        | Shēngmǔ (Initiale/Attaque) | Yùnmǔ (Finale/Rime)   | Yùnmǔ (Finale/Rime) | Yùnmǔ (Finale/Rime)   |                       |                       |                       |
| Syllabe | Syllabe | Attaque | Rime                   | Rime                   | Shēngmǔ (Initiale)     | Yùntóu (Médiane) | Yùnshēn (Rime)        | Yùnshēn (Rime)        | Shēngmǔ (Initiale/Attaque) | Yùnmǔ (Finale/Rime)   | Yùnmǔ (Finale/Rime) | Yùnmǔ (Finale/Rime)   |                       |                       |                       |
| Pinyin  | API     | Attaque | Noyau                  | Coda                   | Shēngmǔ (Initiale)     | Yùntóu (Médiane) | Yùnfù (Noyau)         | Yùnwěi (Coda)         | Shēngmǔ (Initiale/Attaque) | Yùntóu (Médiane)      | Yùnfù (Noyau)       | Yùnwěi (Coda)         |                       |                       |                       |
| e       | ɤ       |         | ɤ                      |                        |                        |                  | ɤ                     |                       |                            |                       | ɤ                   |                       |                       |                       |                       |
| ai      | aɪ      |         | aɪ                     |                        |                        |                  | a                     | ɪ                     |                            |                       | aɪ                  |                       |                       |                       |                       |
| yue     | yɛ      |         | yɛ                     |                        |                        | y                | ɛ                     |                       |                            | y                     | ɛ                   |                       |                       |                       |                       |
| wang    | uɑŋ     |         | uɑ                     | ŋ                      |                        | u                | ɑ                     | ŋ                     |                            | u                     | ɑ                   | ŋ                     |                       |                       |                       |
| yao     | iaʊ     |         | iaʊ                    |                        |                        | i                | a                     | ʊ                     |                            | i                     | aʊ                  |                       |                       |                       |                       |
| ma      | mɑ      | m       | ɑ                      |                        | m                      |                  | ɑ                     |                       | m                          |                       | ɑ                   |                       |                       |                       |                       |
| pin     | pʰin    | pʰ      | i                      | n                      | pʰ                     |                  | i                     | n                     | pʰ                         |                       | i                   | n                     |                       |                       |                       |
| xuan    | ɕyɛn    | ɕ       | yɛ                     | n                      | ɕ                      | y                | ɛ                     | n                     | ɕ                          | y                     | ɛ                   | n                     |                       |                       |                       |
| guo     | kuo     | k       | uo                     |                        | k                      | u                | o                     |                       | k                          | u                     | o                   |                       |                       |                       |                       |
| liu     | liɤʊ    | l       | iɤʊ                    |                        | l                      | i                | ɤ                     | ʊ                     | l                          | i                     | ɤʊ                  |                       |                       |                       |                       |